# Scrophularia elatior
Scrophularia elatior är en flenörtsväxtart som beskrevs av Nathaniel Wallich och George Bentham. Scrophularia elatior ingår i släktet flenörter, och familjen flenörtsväxter. Inga underarter finns listade i Catalogue of Life.